# Henry Ryland
Pour les articles homonymes, voir Ryland.
Henry Ryland, né en 1856 et mort le 23 novembre 1924, est un peintre, illustrateur de livres, décorateur et dessinateur britannique.

## Biographie
Henry Ryland naît en 1856 à Biggleswade dans le Bedfordshire,.
Il est le fils de John Benjamin et Elizabeth Ryland. 
Il étudie à Londres à la South Kensington Art School et à Heatherley's. Il étudie également à Paris avec Jean-Joseph Benjamin-Constant et à l'Académie Julian avec Gustave Boulanger et Lefebvre . 
Il expose à la galerie Grosvenor et, à partir de 1890, à la Royal Academy. Il expose également régulièrement à la New Gallery et au Royal Institute of Painters in Water Colours (anciennement la New Society of Painters in Water Colours). Il devient membre à part entière de cette dernière institution.  
 Les sujets de ce type sont popularisés par Lawrence Alma-Tadema , Albert Moore et JW Godward. Contrairement à Moore, il peint rarement des nus.  Ses aquarelles sont largement reproduites sous forme d'estampes. 

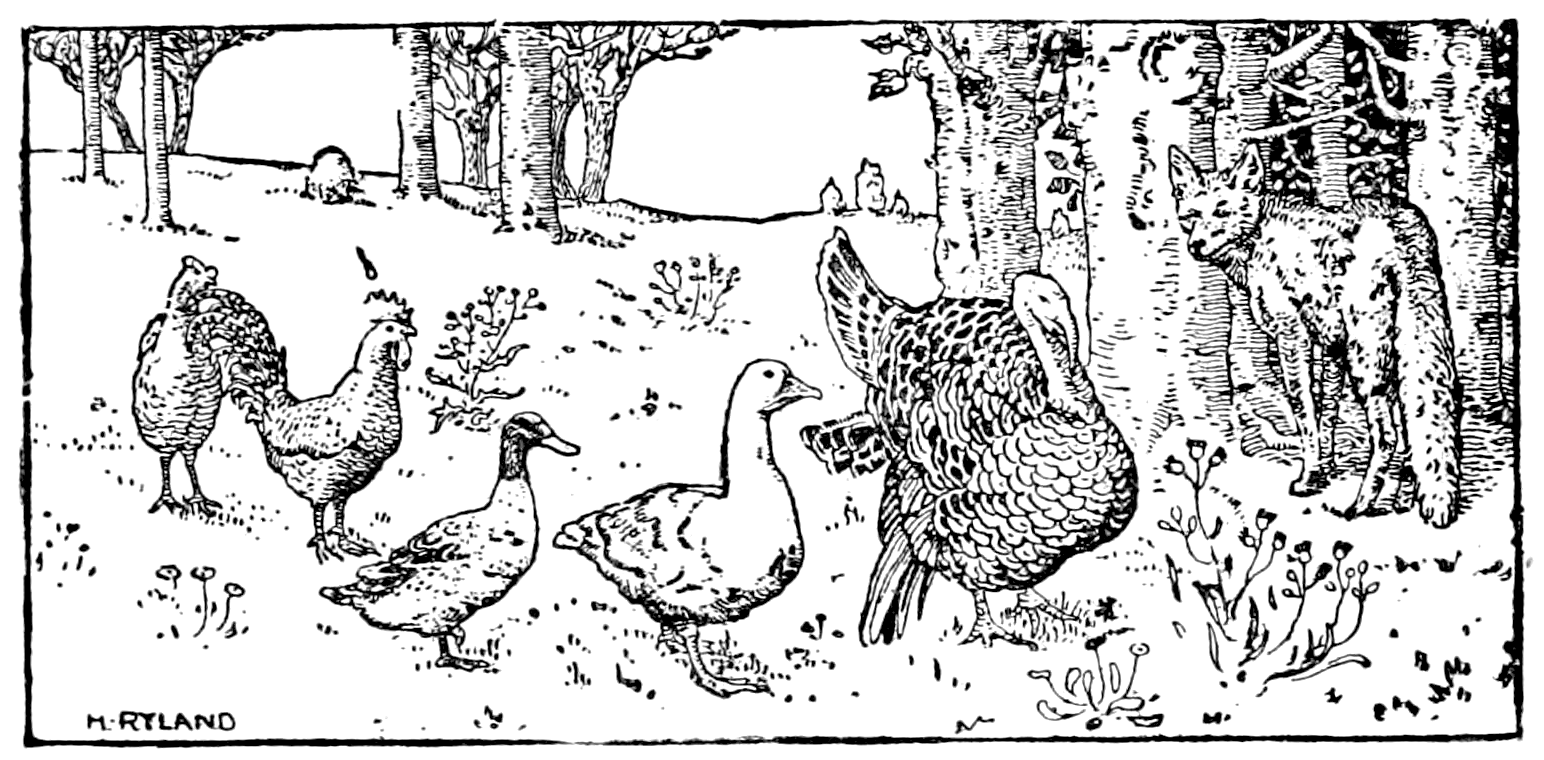
Illustration dans English Fairy Tales, pour "Henny-Penny"

Ryland conçoit également des vitraux et ses gravures sur bois utilisés dans un certain nombre de magazines, dont le English Illustrated Magazine dans les années 1880 et 1890. 
En 1901, il épouse Mabel Louise Mann et a un fils et une fille.  En 1911, il vit au 32 Fairfax Road, à Bedford Park , à Londres, selon Who's Who.
Il meurt le 23 novembre 1924.

## Influences et style
Le style de Ryland mêle des thèmes des mouvements néo-classiques et préraphaélites.  Ses influences incluent Puvis de Chavanne et Alma-Tadema.  Ryland est reconnu comme le peintre néo-classique le plus en vue dans le domaine de l'aquarelle, et il est fréquemment exposé à la Royal Academy